# King Hu
King Hu (Wu Kam Chuen, 胡金銓, mandarí: Hú Jīn Quán, cantonès: Wu Gam Chyun), també conegut com a King Chuan (金銓) era un actor, escriptor i director cinematogràfic xinès, nascut a Pequín el 29 d'abril de 1931 i mort a Taipei el 14 de gener de 1997.

## Biografia
En 1949 es va traslladar a Hong Kong per a treballar com a dibuixant publicitari. Després d'una temporada treballant com a dissenyador publicitari en el Wing Wa Studio, va accedir al món del cinema com a decorador. En 1954, el director Yen Chun li va donar l'oportunitat de fer un petit paper en la seva pel·lícula The Man Who Gets Slapped (estrenada en 1958 com Humiliation for Sale i Laughter and Tears) i després el va contractar com a assistent de direcció. Així Hu va començar a interessar-se pel camp de la interpretació i la direcció. A més compaginava aquesta ocupació amb la de productor, escriptor i locutor de programes dramàtics per a la ràdio. En 1957 el prestigiós director Li Han Hsiang va introduir a Hu en els estudis de la Shaw Bros. com a actor i guionista. A més Hu va exercir d'assistent de direcció en alguns films de Li. Encara que oficialment el seu debut com a director va ser el musical The Story of Sue San el 1963, en realitat va ser un projecte supervisat pel mateix Li, sent doncs el seu veritable debut Sons of Good Earth el 1964.
Hu serà no obstant això recordat sempre per la seva contribució al gènere de les arts marcials, perquè van ser ell i Chang Cheh els directors que el van revitalitzar a mitjan anys 60. Amb Come Drink with Me (1966) Hu va desenvolupar el seu personal estil de direcció, molt diferent del del seu homòleg Chang, que va confirmar a l'any següent, ja fora de la Shaw Bros. després d'establir-se a Taiwan, amb Dragon Gate Inn (1967) i la seva obra més important, A Touch of Zen (1969-71) filmada en dues parts i amb un durada d'al voltant de 4 hores, que va ser guardonada en el Festival de Cannes de 1975. La cuidada tècnica de Hu, basada en escenificacions pròpies de l'Òpera de Pequín, i generalment coreografiada per especialistes de la talla de Han Ying Chieh o Sammo Hung, es va guanyar l'admiració de la crítica internacional.
Després d'aquestes pel·lícules Hu va continuar realitzant films a Taiwan fins a mitjan 80. Després del desastrós projecte de Swordsman (1990), produïda per Tsui Hark, que va ser completat per altres directors, el seu últim film completat va ser l'anodina Painted Skin en 1993. Estava preparant la seva última pel·lícula, Wa Gung Huet Lui Si quan va morir sobtadament per problemes del cor. És enterrat a Whittier, Califòrnia.

## Filmografia
- Sons of the Good Earth (大地兒女, 1965)
- Come Drink with Me (大醉俠, 1966)
- Dragon Inn (龍門客棧, 1967)
- Four Moods (喜怒哀樂, 1970)
- A Touch of Zen (俠女, 1971)
- The Fate of Lee Khan (迎春閣之風波, 1973)
- The Valiant Ones (忠烈圖, 1975)
- Raining in the Mountain (空山靈雨, 1979)
- Legend of the Mountain (山中傳奇, 1979)
- Zhong Shen Da Shi (The Juvenizer) (終身大事, 1981)
- Tian Guan Ci Fu (Heaven's Blessing) (天官赐福, 1981)
- The Wheel of Life (Part 1 short film segment) (大輪迴, 1983)
- All the King's Men (天下第一, 1983)
- The Swordsman (笑傲江湖 in part, 1990)
- Painted Skin (畫皮之陰陽法王, 1992)